# Ljot Þoresson av Møre
Ljot Þoresson av Møre también Ljot Jarl (n. 875), fue un vikingo de Noruega, hijo del jarl de Møre Tore Teiande. 
Aparece como personaje de la saga de Egil Skallagrímson con el apodo Ljot el Pálido (Ljot den Bleike)  y de orige sueco, posiblemente un error por su matrimonio con una dama de la familia más poderosa de Vestgøtaland, la familia Ylvinge, y que probablemente permaneció en Suecia durante mucho tiempo. La saga también dice que tenía el mismo carácter combativo que su tío Hrolf Ganger. Ljot había ganado muchas propiedades en holmgang. Todo induce a pensar que su presencia era poderosa, por su gran corpulencia, pero no fue suficiente para amedrentar a Egil.

## Herencia
Se desconoce el nombre de su esposa, pero las sagas mencionan a varios hijos:
- Hallvard Ljotson Hvite (apodado el Blanco, n. 930)
- Gyda Ljotsdatter, quien sería esposa de Lodin på Ærvik y en segundas nupcias con Torolv skjalg Ogmundson.[2][3]
- Ogmund Ljotsson Hvite
- Bård Nesjekonge